# Курильский район
Кури́льский район — административно-территориальная единица (район), в границах которой вместо упразднённого одноимённого муниципального района образовано муниципальное образование Кури́льский городской округ в Сахалинской области России.
Занимает часть Курильской островной гряды между проливом Дианы на севере и проливом Екатерины на юге. Административный центр — город Курильск (остров Итуруп).

## География
Курильский район относится к районам Крайнего Севера.
Представляет среднее звено Курильской островной цепи, включая в себя острова с юга на север: Итуруп, Уруп, Броутона, Чёрные Братья (Чирпой, Брат-Чирпоев), Симушир, а также все мелкие острова и скалы, расположенные в пределах 12-мильной морской зоны вокруг перечисленных островов.
Южная часть района (остров Итуруп) является предметом территориального спора с Японией, которая включает его в состав городского округа Немуро префектуры Хоккайдо.
Курильский район (городской округ) имеет морские границы:
- На севере с Северо-Курильским районом (городским округом), отделён проливом Дианы
- На юге с Южно-Курильским районом (городским округом), отделён проливом Екатерины.

## История
Только на Итурупе как единственном обитаемом острове района (на начало XXI века) сохраняется многовековая непрерывность человеческой жизнедеятельности. До 1994 года благодаря гарнизону российских военных обитаемым был и остров Симушир.
5 июня 1946 года был образован Курильский район в составе Южно-Сахалинской области Хабаровского края. 2 января 1947 года Южно-Сахалинская область была ликвидирована, её территория включена в состав Сахалинской области, которая была выведена из состава Хабаровского края.
В 1990-е годы в Курильском районе экономические отношения пошли по пути формирования финансово-промышленной группы (ФПГ).
В 1992 году на базе строительной компании было образовано ЗАО «Гидрострой». Среди трёх его учредителей наибольшую активность проявлял бывший военный строитель А.Г. Верховский, вскоре ставший единственным владельцем предприятия.
К середине 1990-х годов в компанию входили 9 предприятий, среди них — АОЗТ «Курильский рыбак» (бывший рыболовецкий колхоз), рыбоперерабатывающее производство АООТ «Рейдово», портпункт, торговый дом «Курилы» и др. Финансовым стержнем всей конструкции ФПГ был её собственный банк «Итуруп».
Холдинг «Гидрострой» развивался достаточно динамично. Он вкладывал средства в создание современных мощностей для хранения и переработки рыбопродукции, способствовал объединению мелких рыболовных предприятий, оснащал их флот, строил порт, с помощью торгового дома восполнил рухнувшую государственную систему снабжения, завозил топливо и т.д.
С 1995 года «Гидрострой» стал получать средства из федеральной программы «Курилы», за счёт которых строил дороги и инфраструктуру. Укреплению его позиций способствовало и то, что с 1996 г. «Итуруп» был выбран по конкурсу банком-агентом СЭЗ «Сахалин». Компания стала многопрофильным холдингом, основным работодателем и налогоплательщиком Курильского района, а её глава А.Г. Верховский получил в народе известность как «хозяин Итурупа».
Городской округ образован 1 января 2005 года. До 2012 года основным наименованием городского округа являлось Курильский район. После 2012 года утверждено наименование Курильский городской округ.

## Население
| 1959  | 1970  | 1979  | 1989    | 2002  | 2009  | 2010  |
| ----- | ----- | ----- | ------- | ----- | ----- | ----- |
| 5675  | ↘3762 | ↗5114 | ↗10 498 | ↘7108 | ↘6152 | ↗7359 |
| 2011  | 2012  | 2013  | 2014    | 2015  | 2016  | 2017  |
| ↘7334 | ↘6981 | ↘6606 | ↘6153   | ↘5906 | ↗5934 | ↘5561 |
| 2018  | 2019  | 2020  | 2021    | 2023  |       |       |
| ↗6409 | ↗6485 | ↘6480 | ↗6874   | ↗6916 |       |       |

Естественное движение
| Годы | Рождений | Смертей | Е.п | Миграция | Рождаемость ‰ | Смертность ‰ | Е.п. ‰ | Миграция ‰ |
| ---- | -------- | ------- | --- | -------- | ------------- | ------------ | ------ | ---------- |
| 2010 | 86       | 55      | 31  | -56      | 11,73         | 7,50         | 4,23   | -7,64      |
| 2011 | 56       | 53      | 3   | -356     | 8,02          | 7,59         | 0,43   | -51,00     |
| 2012 | 66       | 38      | 28  | -403     | 9,99          | 5,75         | 4,24   | -61,01     |
| 2013 | 62       | 39      | 23  | -476     | 10,08         | 6,34         | 3,74   | -77,36     |
| 2014 | 70       | 47      | 23  | -270     | 11,85         | 7,96         | 3,89   | -45,72     |
| 2015 | 48       | 40      | 8   | 20       | 8,09          | 6,74         | 1,35   | 3,37       |

## Населённые пункты
В состав района (городского округа) входят 7 населённых пунктов:
| № | Населённый пункт | Тип населённого пункта        | Население |
| - | ---------------- | ----------------------------- | --------- |
| 1 | Буревестник      | село                          | ↘30       |
| 2 | Горное           | село                          | ↘816      |
| 3 | Горячие Ключи    | село                          | ↗2030     |
| 4 | Китовое          | село                          | ↘489      |
| 5 | Курильск         | город, административный центр | ↗2537     |
| 6 | Рейдово          | село                          | ↗976      |
| 7 | Рыбаки           | село                          | ↘3        |

Все расположены на острове Итуруп.

## Средства массовой информации
На острове Итуруп с 11 июня 1948 года издаётся газета «Красный Маяк».